# Barbus breviceps
Barbus breviceps is een  straalvinnige vissensoort uit de familie van eigenlijke karpers (Cyprinidae). De wetenschappelijke naam van de soort is voor het eerst geldig gepubliceerd in 1936 door Trewavas.
De soort staat op de Rode Lijst van de IUCN als niet bedreigd, beoordelingsjaar 2007.